# آریما یوشی‌سادا
آریما یوشی‌سادا (ژاپنی: 有馬義貞؛ Daiei 1 (۱۵۲۱) – Tensho 5 (۱۵ ژانویه ۱۵۷۷)) یک دایمیو ژاپنی از ولایت هیزن بود. او در دوره سنگوکو زندگی می‌کرد. او پسر و جانشین آریما هاروزمی و پدر کیریشیتان دایمیو آریما هارونوبو بود. او دوازدهمین رهبر خاندان آریما بود.